# اچ‌دی ۱۵۲۰۸۲
اچ‌دی ۱۵۲۰۸۲ یک ستاره است که در صورت فلکی آتشدان قرار دارد.